# Кели О’Хара
Кели Морин О’Хара (енгл. Kelley Maureen O'Hara) је америчка фудбалерка која наступа за клуб Јута Ројалс и за репрезентацију САД. Игра на позицији везног играча.

## Каријера
Почела је да игра фудбал на Универзитету где је дипломирала, тачније у тиму Станфорд Кардинал где је 2006. године постигла 9 погодака. Престала је да игра када је завршила факултет. У том тиму је забележила 87 наступа и 57 голова.
Када је у питању клупска професионална каријера, највише је имала успеха у клубу Голд Прајд.
У клубу Бостон Брејкерс је прешла 2011. године и током две сезоне је постигла 10 голова играјући на позицији крила.
Године 2013. је потписала уговор са клубом Скај Блу.
За тренутни клуб - Јута Ројалс је потписала децембра 2017. године. Међутим, због повреде је играла у само 8 утакмица током сезоне 2017/18.

## Репрезентација
Позвана је на тренинге сениорског тима репрезентације 2009. године а први наступ је имала у утакмици против Мексика 2010. где је била замена.
Учестовала је на Светском првенству 2011. године али је играла само једном од старта и то у утакмици против Шведске као десно крило.
На квалификацијама за Олимпијске игре 2012, имала је прве три асистенције у утакмици против Гватемале. Први наступ у коме је играла од почетка утакмице је имала у мечу против Костарике. После тог меча се репрезентација САД пласирала на Олимпијске игре 2012. године. Током ОИ, она је једна од три играчице које су играле сваког минута на свим утакмицама.
На Светском првенству 2015. године није играла у првих четири меча. Играла је први пут у четвртфиналу против Кине али је била замењена у 61. минуту утакмице. Свој први гол је дала у утакмици против Немачке у полуфиналу. То јој је и био први гол у сениорској репрезентацији. У финалу турнира је ушла у игру у 61. минуту замењујући Меган Рапино.
На Олимпијским играма 2016. године је наступила у 4 мечева.
На Светском првенству 2019. године је играла у укупно 5 мечева.